# Arnau Puig i Grau
Arnau Puig i Grau (Barcellona, 16 gennaio 1926 – Barcellona, 29 marzo 2020) è stato un critico d'arte e sociologo spagnolo.

## Biografia
Si è laureato in filosofia presso l'Università di Barcellona, e dal 1956 al 1961 si è specializzato in sociologia della cultura e dell'arte presso la Sorbona di Parigi, dove è stato fortemente influenzato dall'esistenzialismo. È diventato uno dei principali promotori dell'avanguardia in Catalogna.
Fondò le riviste Algol e Dau al Set, da cui proveniva il gruppo artistico di cui era teorico. Ha collaborato a Siglo 20, Cúpula, Presència, La Vanguardia, Nueva Forma ed El País, ed è stato critico per Revista Europa, Gazeta del Arte, Batik, Avui e Artes Plásticas. Dal 1964 al 1975 è stato presidente del Cercle Maillol dell'Istituto Francese di Barcellona. Si è distinto come professore presso la Facoltà di Filosofia e Lettere dell'Università di Barcellona e dell'Università autonoma di Barcellona.
Come professore di estetica presso la Scuola di Architettura di Barcellona ha avuto molta influenza su diverse generazioni attuali di architetti.
È stato direttore dell'Istituto di Storia e Archeologia del Consiglio Superiore per la Ricerca Scientifica di Roma. Nel 1992 ha ricevuto la Creu de Sant Jordi, nel 2003 il premio dell'Associazione Catalana dei Critici d'Arte e nel 2004 la medaglia al merito culturale del Comune di Barcellona. È stato anche membro onorario della Real Academia Catalana di Belle Arti di Sant Jordi e collaboratore regolare della rivista Bonart.
Nel 2012 è stato insignito del Premio Nazionale per la Traiettoria Professionale e Artistica, assegnato dalla Generalitat de Catalunya. È stato patrono della Fondazione Joan Brossa e partner del danzatore e coreografo Consol Villaubí i Pons, con il quale ha collaborato ad alcuni progetti.